# Mikhail Juzovskij
Mikhail Juzovskij (russisk: Михаил Иосифович Юзовский) (født 5. maj 1940 i Moskva i Sovjetunionen, død 24. november 2016 i Moskva i Rusland) var en sovjetisk filminstruktør.

## Filmografi
- Tajna zjeleznoj dveri (Тайна железной двери, 1970)[1][2]
- Tam, na nevedomykh dorozjkakh (Там, на неведомых дорожках..., 1982)
- Posle dozjditjka v tjetverg (После дождичка в четверг, 1984)